# Церковь Преображения Господня в Суторине

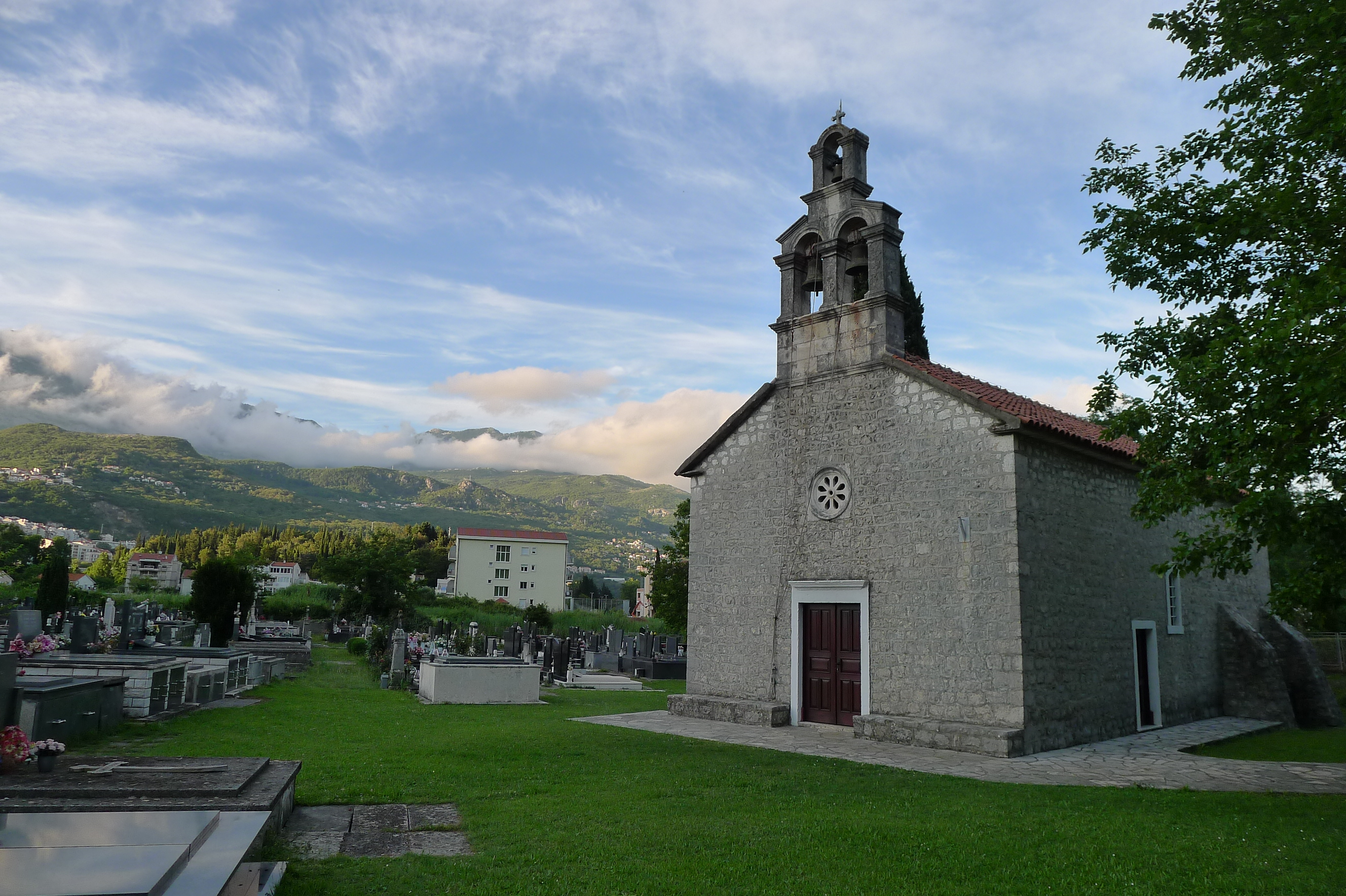
Церковь Преображения Господня в Суторине

Церковь Преображения Господня находится в нижнем течении реки Суторины.

## История
Достоверных данных о дате строительства церкви Преображения Господня в нижнем течении реки Суторины отсутствует. Однако можно с уверенностью предположить, что она была возведена в период между окончанием наполеоновских войн и восстанием Луки Вукаловича (1852—1862 гг.). Учёты и исторические источники свидетельствуют, что в начале XIX века, особенно в 30-х годах, отношение османских властей к православным было более толерантным и лояльным, а в Герцеговине активно шло церковное строительство. Именно в этот временной промежуток появляется логическая возможность появления Преображенской церкви на суторинском поле.
Вероятнее всего, строительство церкви началось не ранее второй половины 1832 года. Это обусловлено тем, что в отчёте австрийского полковника Б. Кабоги за июль 1832 года о Суторине не упоминается ни одна действующая православная церковь, включая Преображенскую. Следовательно, строительство, скорее всего, стартовало после этого отчёта, что делает начало возведения церкви примерно во второй половине 1832 года или чуть позже.

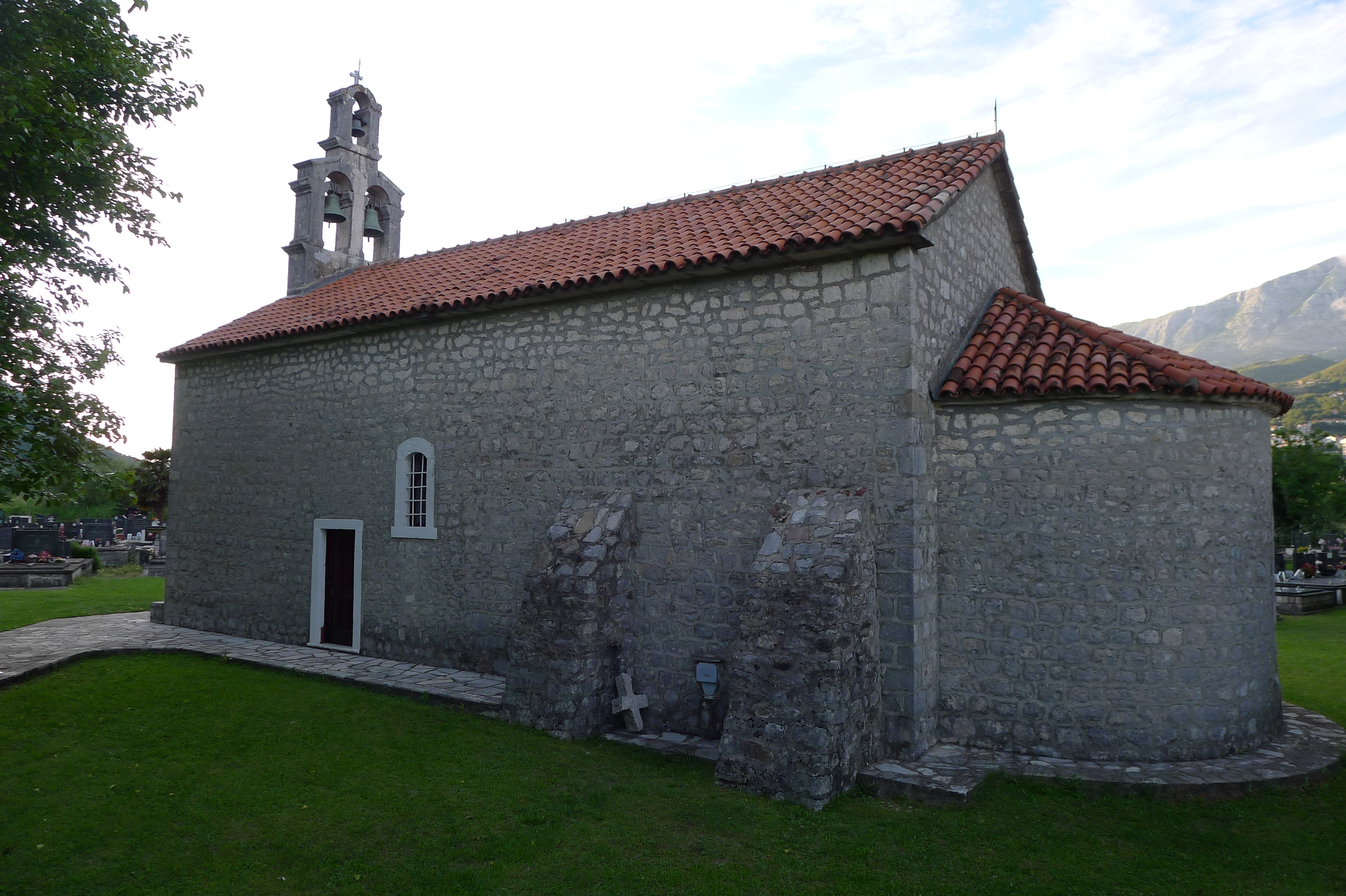
Церковь Преображения Господня в Суторине

Во время восстания Луки Вукаловича (1852—1862 гг.) церковь была до основания разрушена турками в 1857 году. На её месте османскими властями была построена конюшня и армейский склад, а в непосредственной близости от разрушенной церкви турки возвели дозорно-сторожевую башню. Жители Суторины, через русского консула в Дубровнике Константина Дмитриевича Петковича, направили протест султану по-поводу разрушения своей святыни. В 1860 году, усилиями русского дипломата, была сформирована специальная международная комиссия, которая изучила местность и дала заключение о том, что конюшня и склад построены на месте разрушенного православного храма. Под давлением Австрии и России, османский султан Абдул-Азиз был вынужден в 1864 году издать ферман о восстановлении Преображенской церкви на суторинском поле. Однако, локальные османские власти не торопились исполнять приказ султана и работы по воссозданию храма затянулись до 1875 года, когда австро-венгерский император Франц Иосиф I, находясь в регионе, пожертвовал на завершение строительства 200 флоринов.
С началом Первой мировой войны Преображенскую церковь ждут новые испытания. Австро-венгерские власти закрывают церковь и приспосабливают её под армейский склад амуниции. Венгерские солдаты вынесли и разграбили всю церковную утварь. Оба колокола с церковного звонника были сняты. О судьбе одного из них известно лишь то, что его увезли австро-венгерские военные. Второй колокол был украден и вывезен в Конавле жителями села Палье Брдо. Колокол с Преображенской церкви был установлен на звоннике католической церкви св. Павла в конавльском селе Палье Брдо. После окончания Первой мировой войны, благодаря усилиям суторинских жителей Томо Малавразича и священника Шпиро Лучича, в 1922 году колокол был возвращен церковной общине Преображенской церкви. Другой недостающий колокол был подарен храму Шпиро Янковичем из Игало.
Церковь Святого Преображения Господня относится к Захумско-Герцеговинской епархии Сербской православной церкви и находится в подчинении протопресвитерата Требиньского. Кладбище около Преображенской церкви является местом захоронения жителей села Нивице и херцегновского района Игало.